# Campionati italiani di sci alpino 1997
I Campionati italiani di sci alpino 1997 si svolsero a Cerreto Laghi e a Breuil-Cervinia dal 22 marzo al 9 aprile. Il programma incluse gare di discesa libera, supergigante, slalom gigante, slalom speciale e combinata, sia maschili sia femminili.
Trattandosi di competizioni valide anche ai fini del punteggio FIS, vi parteciparono anche sciatori di altre federazioni, senza che questo consentisse loro di concorrere al titolo nazionale italiano.

## Risultati

### Uomini

#### Discesa libera
| Pos. | Atleta               | Nazione | Tempo   |
| ---- | -------------------- | ------- | ------- |
| 1    | Erik Seletto         | Italia  | 1:39,92 |
| 2    | Kristian Ghedina     | Italia  | 1:40,14 |
| 3    | Peter Runggaldier    | Italia  | 1:40,22 |
| 4    | Werner Perathoner    | Italia  | 1:40,55 |
| 5    | Pietro Vitalini      | Italia  | 1:41,53 |
| 6    | Daniel Runggaldier   | Italia  | 1:41,78 |
| 7    | Ulrich Perathoner    | Italia  | 1:42,02 |
| 8    | Alberto Senigagliesi | Italia  | 1:42,17 |
| 9    | Roland Fischnaller   | Italia  | 1:42,20 |
| 10   | Paolo Pelanconi      | Italia  | 1:42,73 |

Data: 8 aprile

Località: Breuil-Cervinia

#### Supergigante
| Pos. | Atleta              | Nazione       | Tempo   |
| ---- | ------------------- | ------------- | ------- |
| 1    | Peter Runggaldier   | Italia        | 1:32,57 |
| 2    | Luca Cattaneo       | Italia        | 1:33,44 |
| 3    | Kristian Ghedina    | Italia        | 1:33,51 |
| 4    | Pietro Vitalini     | Italia        | 1:33,89 |
| 5    | Ludwig Sprenger     | Italia        | 1:34,10 |
| 6    | Achim Vogt          | Liechtenstein | 1:34,16 |
| 7    | Alessandro Fattori  | Italia        | 1:34,53 |
| 8    | Ulrich Perathoner   | Italia        | 1:34,55 |
| 9    | Oswald Schranzhofer | Italia        | 1:34,58 |
| 10   | Ivan Bormolini      | Italia        | 1:34,68 |

Data: 9 aprile

Località: Breuil-Cervinia

#### Slalom gigante
| Pos. | Atleta               | Nazione | Tempo   |
| ---- | -------------------- | ------- | ------- |
| 1    | Gerhard Königsrainer | Italia  | 2:01,26 |
| 2    | Ulrich Perathoner    | Italia  | 2:01,42 |
| 3    | Matteo Belfrond      | Italia  | 2:01,54 |
| 4    | Arnold Rieder        | Italia  | 2:01,59 |
| 5    | Riccardo Rolando     | Italia  | 2:01,68 |
| 6    | Walter Girardi       | Italia  | 2:01,78 |
| 7    | Erik Seletto         | Italia  | 2:02,04 |
| 8    | Patrick Thaler       | Italia  | 2:02,21 |
| 9    | Thomas Bergamelli    | Italia  | 2:02,26 |
| 10   | Sergio Bergamelli    | Italia  | 2:02,56 |

Data: 26 marzo

Località: Cerreto Laghi

#### Slalom speciale
| Pos. | Atleta                 | Nazione | Tempo   |
| ---- | ---------------------- | ------- | ------- |
| 1    | Fabrizio Tescari       | Italia  | 1:27,68 |
| 2    | Giorgio Rocca          | Italia  | 1:27,69 |
| 3    | Konrad Kurt Ladstätter | Italia  | 1:27,77 |
| 4    | Simone Vicquery        | Italia  | 1:27,89 |
| 5    | Sergio Bergamelli      | Italia  | 1:28,58 |
| 6    | Elmar Stimpfl          | Italia  | 1:28,59 |
| 7    | Roger Pramotton        | Italia  | 1:28,61 |
| 8    | Gerhard Königsrainer   | Italia  | 1:28,65 |
| 9    | Christian Castellano   | Italia  | 1:28,74 |
| 10   | Riccardo Rolando       | Italia  | 1:28,83 |

Data: 27 marzo

Località: Cerreto Laghi

#### Combinata
| Pos. | Atleta               | Nazione |
| ---- | -------------------- | ------- |
| 1    | Kristian Ghedina     | Italia  |
| 2    | Alberto Senigagliesi | Italia  |
| 3    | Roland Fischnaller   | Italia  |

Data:

### Donne

#### Discesa libera
| Pos. | Atleta               | Nazione | Tempo   |
| ---- | -------------------- | ------- | ------- |
| 1    | Bibiana Perez        | Italia  | 1:33,03 |
| 2    | Isolde Kostner       | Italia  | 1:33,83 |
| 3    | Ylvie Runggaldier    | Italia  | 1:34,30 |
| 4    | Paola Mosca Barberis | Italia  | 1:34,31 |
| 5    | Patrizia Bassis      | Italia  | 1:34,71 |
| 6    | Daniela Ceccarelli   | Italia  | 1:35,70 |
| 7    | Sovrana Welf         | Italia  | 1:35,72 |
| 8    | Alessandra Merlin    | Italia  | 1:35,84 |
| 9    | Marion Berger        | Italia  | 1:35,85 |
| 10   | Marta Antonioli      | Italia  | 1:36,05 |

Data: 8 aprile

Località: Breuil-Cervinia

#### Supergigante
| Pos. | Atleta               | Nazione | Tempo   |
| ---- | -------------------- | ------- | ------- |
| 1    | Isolde Kostner       | Italia  | 1:40,45 |
| 2    | Bibiana Perez        | Italia  | 1:40,93 |
| 3    | Paola Mosca Barberis | Italia  | 1:42,04 |
| 4    | Alessandra Merlin    | Italia  | 1:42,68 |
| 5    | Daniela Ceccarelli   | Italia  | 1:42,84 |
| 6    | Ylvie Runggaldier    | Italia  | 1:43,06 |
| 7    | Marion Berger        | Italia  | 1:43,29 |
| 8    | Patrizia Bassis      | Italia  | 1:43,33 |
| 9    | Veronica Ambrogione  | Italia  | 1:44,33 |
| 10   | Sonia Viérin         | Italia  | 1:44,58 |

Data: 9 aprile

Località: Breuil-Cervinia

#### Slalom gigante
| Pos. | Atleta               | Nazione | Tempo   |
| ---- | -------------------- | ------- | ------- |
| 1    | Deborah Compagnoni   | Italia  | 2:06,61 |
| 2    | Lara Magoni          | Italia  | 2:09,11 |
| 3    | Sonia Viérin         | Italia  | 2:09,49 |
| 4    | Morena Gallizio      | Italia  | 2:09,56 |
| 5    | Paola Mosca Barberis | Italia  | 2:10,11 |
| 6    | Patrizia Bassis      | Italia  | 2:10,42 |
| 7    | Leila Demez          | Italia  | 2:10,73 |
| 8    | Antonella Marquis    | Italia  | 2:10,74 |
| 9    | Denise Karbon        | Italia  | 2:10,85 |
| 10   | Patrizia Auer        | Italia  | 2:10,87 |

Data: 22 marzo

Località: Cerreto Laghi

#### Slalom speciale
| Pos. | Atleta               | Nazione | Tempo   |
| ---- | -------------------- | ------- | ------- |
| 1    | Lara Magoni          | Italia  | 1:29,10 |
| 2    | Morena Gallizio      | Italia  | 1:30,11 |
| 3    | Elisabetta Biavaschi | Italia  | 1:31,19 |
| 4    | Barbara Milani       | Italia  | 1:32,14 |
| 5    | Roberta Serra        | Italia  | 1:33,27 |
| 6    | Manuela Mair         | Italia  | 1:33,57 |
| 7    | Leila Demez          | Italia  | 1:34,29 |
| 8    | Antje Braito         | Italia  | 1:34,63 |
| 9    | Paola Mosca Barberis | Italia  | 1:35,78 |
| 10   | Sonia Viérin         | Italia  | 1:35,84 |

Data: 23 marzo

Località: Cerreto Laghi

#### Combinata
| Pos. | Atleta          | Nazione |
| ---- | --------------- | ------- |
| 1    | Morena Gallizio | Italia  |
| 2    | Lara Magoni     | Italia  |
| 3    | Sovrana Welf    | Italia  |

Data: